# AMAZING BANG FRONT
『AMAZING BANG FRONT』(アメージング バン フロント)は、2013年4月7日からテレビ朝日で放送されていたミニ番組。

## 概要
新しい発見、視点をもたらした人物と出来事を紹介していくミニ番組。
地上波放送だけではなくBS、WEB、イベントも同時進行で展開されている。

## 放送リスト
| 回 | 放送日時間           | 作品               | 人物                     |
| -- | -------------------- | ------------------ | ------------------------ |
| 1  | 2013年4月7日         | Drawing by Numbers | ピーター・グリーナウェイ |
| 2  | 2013年4月14日AM24:39 | Not Picasso        | マイク・ビドロ           |

## スタッフ
- ナレーション:あおい洋一郎
- 撮影協力:山種美術館
- 制作著作:dotframe
- 制作:テレビ朝日、電通